# 月刊少年マガジン
『月刊少年マガジン』（げっかんしょうねんマガジン）は、講談社が発行する日本の月刊少年漫画雑誌。毎月6日発売。略称は 「月マガ」など。

## 概要
1964年に季刊として創刊された『別冊少年マガジン』を前身とする。作品はすべて読み切りが掲載されていた。1966年に隔月刊へ変更となった後、1969年に月刊へと刊行頻度を変え『月刊別冊少年マガジン』として刊行したが、1972年より再び隔月刊の『別冊少年マガジン』として刊行し、1975年に『月刊少年マガジン』として創刊。
不定期増刊として『月刊少年マガジン+〈プラス〉』があった。かつては、隔月刊の定期増刊として『マガジンイーノ』があった。2015年4月から新しい増刊『少年マガジンR』が創刊した。
2015年1月6日、電子版の配信が開始された。なお、川原正敏の作品は非掲載。
2016年2月19日、ニコニコ静画にてWeb漫画サイト『別館月マガ』を開始する。

## 歴代編集長
1. 内田勝 （1964年 - 1971年）
2. 宮原照夫（1974年 - 1980年）
3. 栗原良幸（1980年 - 1981年）[11]
4. 五十嵐隆夫 (1981年 - 1986年）
5. 飯島利和（1987年 - 1994年）
6. 清水保雅（1994年 - 2004年）
7. 猪熊泰則（2004年 - 2008年）
8. 林田慎一郎（2008年 - 2018年）
9. 高見洋平（2018年 - 2021年）
10. 三村泰之（2021年 - ）[5]

## 掲載作一覧

### 連載中作品
以下、2025年6月6日（2025年7月号）現在連載中の作品。休載中の不定期連載作品も含む。
| 作品名                                           | 作者（作画）      | 原作など             | 開始号       | 備考                                                         |
| ------------------------------------------------ | ----------------- | -------------------- | ------------ | ------------------------------------------------------------ |
| 陸奥圓明流外伝 修羅の刻                          | 川原正敏          | －                   | 1989年7月号  | 「安倍晴明」編が2025年2月号から開始                          |
| Pumpkin Scissors                                 | 岩永亮太郎        | －                   | 2006年11月号 | 『GREAT』より移籍                                            |
| 新仮面ライダーSPIRITS                            | 村枝賢一（漫画）  | 石ノ森章太郎（原作） | 2009年8月号  | 『月刊マガジンZ』より移籍                                    |
| ボールルームへようこそ                           | 竹内友            | －                   | 2011年12月号 |                                                              |
| ちくわ町ノススメ                                 | 平野直樹          | －                   | 2012年5月号  | 4コマギャグ漫画                                              |
| 龍狼伝 王覇立国編                                | 山原義人          | －                   | 2016年8月号  | 2018年10月号から隔号連載                                     |
| フェルマーの料理                                 | 小林有吾          | －                   | 2018年10月号 | 不定期連載                                                   |
| DEAR BOYS ACT4                                   | 八神ひろき        | －                   | 2018年11月号 |                                                              |
| 虚構推理                                         | 片瀬茶柴（漫画）  | 城平京（原作）       | 2020年1月号  | 第30話より『少年マガジンR』、 『マガジンポケット』と同時連載 |
| 陸奥圓明流異界伝 修羅の紋 ムツさんはチョー強い?! | 甲斐とうしろう    | 川原正敏             | 2020年2月号  | 読切掲載後、2020年5月号より不定期連載 →月刊連載              |
| め組の大吾 救国のオレンジ                        | 曽田正人 冨山玖呂 | －                   | 2020年11月号 | 「め組の大吾」の続編                                         |
| すだちの魔王城                                   | 森下真            | －                   | 2021年11月号 |                                                              |
| 聖女に嘘は通じない                               | 浅見よう          | 日向夏（原作）       | 2023年4月号  |                                                              |
| ないない堂 〜タヌキ和尚の禍事帖〜                | 加藤元浩          | －                   | 2023年6月号  |                                                              |
| DEAD ROCK                                        | 真島ヒロ          | －                   | 2023年8月号  |                                                              |
| 無敗のふたり                                     | 遠藤浩輝          | －                   | 2024年11月号 | 2024年4月より『月マガ基地』でweb連載                         |
| THE BAND                                         | ハロルド作石      | －                   | 2025年1月号  |                                                              |
| 東京アヤカシストリート                           | 浪川修作          | －                   | 2025年4月号  |                                                              |
| ヤクマン                                         | 加瀬あつし        | －                   | 2025年7月号  |                                                              |

### 休載中
| 作品名            | 作者（作画） | 原作など | 開始号      | 備考                   |
| ----------------- | ------------ | -------- | ----------- | ---------------------- |
| 鉄拳チンミLegends | 前川たけし   | －       | 2006年9月号 | 『鉄拳チンミ』シリーズ |
| ボイスラ!!        | Octo         | －       | 2019年1月号 |                        |
| サンダー3         | 池田祐輝     | －       | 2022年6月号 | [ 25 ]                 |

### 連載終了作品

#### あ行
- あかがみんは脱出できない（原作：青柳碧人、漫画：矢崎えり、監修：赤髪のとも【あかがみんクラフト】、企画協力：ガジェット通信）2023年5月号[26] - 2024年9月号[27]
- あきら翔ぶ!!（とだ勝之）1989年8月号 - 1996年1月号
- あした青空（川原正敏）1986年5月号 - 1987年2月号
- あつあつポテト（村生ミオ）
- A.S.（前川たけし）
- アライブ-最終進化的少年-（河島正・あだちとか）2003年 - 2010年3月号
- アルファゾーン（永井幸二郎）1997年6月号 - 1998年5月号 →『GREAT』に移籍
- アンダーテイカー（新挑限）2023年9月号 - 2024年8月号[28]
- いきなりバックドロップ犬（徳光康之）
- いけない!ルナ先生（上村純子）1986年 - 1988年 ※2015年8月号に創刊40周年企画として『Oh!透明人間』とのコラボレーション漫画を掲載
- 異修羅 新魔王戦争（原作：珪素・漫画：メグリ・キャラクター原案：クレタ）2021年4月号 - 2024年6月号
- 1+2=パラダイス（上村純子）1988年 - 1990年
- 犬になったら好きな人に拾われた。（古川五勢）2020年10月号 - 2021年2月号 ※短期集中連載
- いのちの牙（峰岸とおる・葉山伸）1981年1月号 - 1981年
- IN23H（なかざき冬）
- ウイニング・ショット（まりと大樹）1990年2月号 - 1990年6月号
- 宇宙鉄人キョーダイン（石森章太郎）1976年4月号 - 7月号
- 宇宙の音楽（山本誠志）2022年11月号 - 2023年10月号
- 88（並木洋美）
- えとせとら（なかざき冬）1997年9月号 - 2000年12月号
- El Viento（伊藤和史）1996年11月号 - 1997年2月号
- MMバタフライ（石川けんじ）1998年1月号 - 1999年3月号
- ANGEL BEAT（安原いちる）1989年 - 1996年
- Oh!透明人間（中西やすひろ）1982年4月号 - 1987年4月号 ※2015年8月号に創刊40周年企画として『いけない!ルナ先生』とのコラボレーション漫画を掲載
- OLC（小川京美）
- 掟上今日子の備忘録（西尾維新・浅見よう）2015年9月号 - 2017年4月号
- おもしろ倶楽部（三浦みつる）
- 終わりのセラフ 一瀬グレン、16歳の破滅（鏡貴也・山本ヤマト・浅見よう）2017年7月号 - 2022年月3月号 ※『終わりのセラフ』のスピンオフ作品

#### か行
- 海皇紀（川原正敏）1998年3月号 - 2010年8月号
- かくしごと（久米田康治）2016年1月号 - 2020年8月号
- 風光る（七三太朗・川三番地）1990年 - 2006年
- 花鳥風月紆余曲折（佐佐木勝彦）1998年12月号 - 2009年5月号
- GUT'S（風童じゅん）1998年6月号 - 2003年12月号
- capeta（曽田正人・冨山玖呂）2003年3月号 - 2013年4月号
- 空手戦争（梶原一騎・大山倍達・守谷哲巳）1974年11月号 - 1979年12月号
- 狂犬トロツキー（滝沢解・赤塚不二夫、斉藤あきら）1971年 ※『別冊少年マガジン』時代
- 狂師とそのガキ（高井研一郎）1971年 ※『別冊少年マガジン』時代
- 球魂涙あり（緒方恭二）1971年 ※『別冊少年マガジン』時代
- Kick!Kick!!（奥谷通教）
- きまぐれマイロード（村生ミオ）1982年3月号 - 1983年
- 気ままにアップダウン（ますなが芳）1987年
- キミオアライブ（恵口公生）2019年11月号 - 2020年9月号
- 君はスキノサウルス（関口太郎・土屋健） 2022年2月号 - 2023年5月号
- キング・オブ・ハスラー（谷津太郎）
- 金の彼女 銀の彼女（赤衣丸歩郎）2014年3月号 - 2018年5月号
- グータラママ（古谷三敏）1971年4月号 - 1971年7月号 ※『別冊少年マガジン』時代
- 愚者の星（遠藤浩輝）2019年9月号 - 2022年5月号
- クソガキ（平川雄一）
- グッバイ! 異世界転生（ぱらボら・サイトウケンジ）2019年3月号 - 2020年1月号 ← 『少年マガジンR』より移籍
- くろアゲハ（加瀬あつし）2014年1月号 - 2023年1月号
- 黒猫DANCE（安田剛士）2012年1月号 - 2013年11月号
- K.O.（大島やすいち）1988年 - 1989年
- 激突!ラジコンロック（神保史郎・もろが卓）
- ゲゲゲの鬼太郎 鬼太郎地獄編（水木しげる）
- ゲタバキ甲子園（小畑しゅんじ）
- 月マガ大(?)辞典（クロニクル）（宮崎かずしげ）2015年4月号 - 2015年12月号
- 蹴児 -ケリンジ-（井龍一・千田純生）2010年9月号 - 2011年11月号
- 恋は世界征服のあとで（野田宏・若松卓宏）2019年11月号 - 2022年12月号
- 剛球一人（ダイナマイト鉄）
- GO!GO!爆走ハイスクール（武田ゆういち）1987年10月号 - 1989年
- 骨法伝説夢必殺拳（永井豪、監修：堀辺正史）1987年1月号 - 8月号
- コンビニお嬢様（松本明澄）2015年12月号 - 2018年12月号
- 今夜は月が綺麗ですが、とりあえず死ね（榊原宗々・要マジュロ）2017年5月号 - 2021年2月号 ← 『少年マガジンR』より移籍

#### さ行
- ザ・柔道マン（石川けんじ）1996年3月号 - 1996年10月号
- ザ★スターボウ（石森章太郎）1978年2月号 - 1979年1月号
- 真田一平命がけ!!（ヒロナカヤスシ・高田まさお）
- サマーQ -天野センパイの“忘れられない”夏休み-（千尋）2011年8月号 - 2011年11月号
- サマー・ソルト・ターン（井龍一・保志レンジ）2014年11月号 - 2016年5月号
- さよなら私のクラマー（新川直司）2016年6月号 - 2021年1月号
- C.M.B. 森羅博物館の事件目録（加藤元浩）2005年10月号 - 2020年9月号
- 四月は君の嘘（新川直司）2011年5月号 - 2015年3月号
- じじばばファイト!（西川伸司）1994年4月号 - 1999年12月号
- 地震のハナシ（佐佐木勝彦）2011年5月号 - 2012年4月号 ※不定期掲載
- 四稲家の人々（志賀伯） 2009年3月号 - 2011年3月号
- 遮那王義経（沢田ひろふみ）2000年12月号 - 2015年5月号
- 修羅の門（川原正敏）1987年5月号 - 1996年12月号
  - 修羅の門 第弐門、2010年11月号 - 2015年7月号 ※電子版には未掲載
- 修羅の門異伝 ふでかげ（川原正敏・飛永宏之）2010年12月号 - 2014年12月号 ※隔月連載
- 受験の帝王（志名坂高次）1997年 - 2000年
- 旬 〜味彩の匠〜（高倉みどり）→『GREAT』に移籍
- ジロがゆく（真崎守）1969年 - 1971年 ※『別冊少年マガジン』時代
- シロマダラ（小林まこと）1979年 - 1980年
- 人生ビッグマウス（平野直樹）※『GREAT』から出張で来ることがある。
- スパイダーマン（小野耕世、平井和正・池上遼一）1970年1月号 - 1971年9月号※『別冊少年マガジン』時代
- スーパーくいしん坊（ビッグ錠）1982年 - 1987年
- ストリートライダー（しもさか保）1982年12月号 - 1984年
- SPEED KING（間部正志）
- スピノザの海〜蒼のライフセーバー〜（山本航暉）2017年11月号 - 2018年9月号
- 正義の禄号（龍幸伸）2010年10月号 - 2011年5月号
- ゼロゼロワン（青木翔吾）2023年7月号 - 2024年5月号
- 双穹の支配者 この世の半分を支配する! ハズレチートで異世界を救え!!（赤衣丸歩郎） 2020年6月号 - 2022年4月号 ※連載開始時は『双穹の支配者 〜異世界おっぱい無双伝〜』 途中でタイトル変更
- ソップ型（西本英雄）
- 其の七の者（石川けんじ）2000年5月号 - 2001年4月号
- 空のグリフターズ 〜一兆円の詐欺師たち〜（加藤元浩）2021年2月号 - 2022年12月号

#### た行
- 台所の鬼（新田たつお）1975年10月号 - 1976年
- DINOタウン!（西川伸司）1993年12月号 - 1994年4月号
- 大暴走（手塚治虫）
- 旅だて!Jr.（遠山光）1990年1月号 - 1990年5月号
- たま♥はな（安原いちる）
- ダメなカノジョは甘えたい（よしだもろへ）2018年2月号 - 2019年4月号
- 断罪の魔術狩り（原作：羊太郎・漫画：梳久耶マヒル）2023年3月号 - 2024年3月号
- Change!（曽田正人）2017年12月号 - 2020年1月号
- 紡!DANGAN★DRIVE!!（佐木飛朗斗・奥谷通教）2001年2月 - 2006年2月
- 冷たい校舎の時は止まる（辻村深月・新川直司）2008年1月号 - 2009年5月号
- 釣りキチ三平（矢口高雄）
- DEAR BOYS（八神ひろき）1989年7月号 - 1997年2月号
  - DEAR BOYS THE EARLY DAYS、1997年3月号 - 1997年6月号
  - DEAR BOYS ACT II、1997年8月号 - 2008年12月号
  - DEAR BOYS ACT3、2009年1月号 - 2016年1月号
  - DEAR BOYS OVER TIME、2016年3月号 - 2017年2月号 ※短期集中連載
- 鉄界の戦士（墨佳遼）2020年2月号 - 2021年9月号
- デッドヒート瞬（鶴見史郎・もろが卓）
- 鉄拳チンミ（前川たけし）1983年12月号 - 1997年2月号
  - 新鉄拳チンミ、1997年3月号 - 2004年11月号
- 天国への階段（むつ利之）→『GREAT』に移籍
- 天才バカボン（赤塚不二夫）1975年6月号 - 1978年12月号、1988年1月号 - 1989年2月号
- 天のプラタナス（七三太朗・川三番地）2006年10月号 - 2017年8月号
- てんまんアラカルト（小林有吾）2012年2月号 - 2013年6月号
- 東京ムラマサ（小池一夫・江波じょうじ）1971年 ※『別冊少年マガジン』時代
- 闘犬カイキオー（木村えいじ）1975年10月号 - 1977年
- 時の行者（横山光輝）1976年 - 1979年
- トキワボウルの女神さま（八神ひろき）2017年6月号 - 2018年8月号
- 土偶ファミリー（西川伸司）1988年12月号 - 1993年3月号
- 戸室高校 人生相談部！（桂木すずし）1992年2月号 - 1993年1月号
- ドラハチ（原作：あじな優、漫画：夏川勇人）2023年2月号 - 2024年1月号 → 『マガジンポケット』へ移籍[29]
- とんとん刀馬（綱渕貴仁）1991年12月号 - 1992年

#### な行
- 中村メイ子をかき鳴らせ!!!（平川雄一）
- NaNa（綱渕貴仁）
- 浪花狂走伝 大将（蔦二郎）1990年6月号 - 1991年
- 何なら俺に話してみろ（佐佐木勝彦）1994年4月号 - 1998年10月号 ←『GREAT』より移籍
- なんと孫六（さだやす圭）1981年3月号 - 2014年6月号 ※2015年9・10月号に特別読み切り前後編掲載
- 熱球讃歌（梶原一騎・貝塚ひろし）1978年1月号 - 1979年6月号
- ネムタくん（吾妻ひでお）1976年7月号 - 1979年3月号
- ノラガミ（あだちとか）2011年1月号 - 2024年3月号

#### は行
- バイオレンスジャック（永井豪とダイナミックプロ）1977年1月号 - 1978年12月号
- バイキングス（風童じゅん）2006年5月号 - 2008年10月号
- Hi-Fi ギャル先生（小野寺ひとみ）1984年6月号 - 1985年2月号
- バーディーバーディー（中西やすひろ）1992年2月号 - 1994年3月号
- ハートキャッチいずみちゃん（遠山光）1982年12月号 - 1987年4月号
- 覇王街（神崎将臣）
- 幕末めだか組（遠藤明範・神宮寺一）2009年6月号 - 2010年12月号
- はつ恋アルバム（みやわき心太郎）1978年 - 1979年
- パッピュンボーイ（村上としや・黒木健介）1982年2月号 - 1982年
- 花のサッシー（五十嵐幸吉）1977年
- 花の天誅組（幻六郎）
- HAYATE（風童じゅん）1992年3月号 - →『GREAT』に移籍
- パラダイス学園（川原正敏）1985年1月号 - 1986年1月号
- ばりすき（安原いちる）2017年2月号 - 2019年12月号 ※当初は短期集中連載
- 春よ来るな（草水敏・濱崎真代）2016年3月号 - 2017年10月号
- 盤上のポラリス（木口糧・若松卓宏）2015年2月号 - 2016年4月号
- 風雲児拳（かざま鋭二）1971年 ※『別冊少年マガジン』時代
- FIRE BALL!（龍幸伸）2013年3月号 - 2014年9月号
- VIVA!CALCIO（愛原司）1993年 - 2000年
- フィールドの花子さん（千田純生）2014年2月号 -　2015年9月号
- ビューティフルバン（日大健児）1971年 ※『別冊少年マガジン』時代
- ビバ!蘭太郎（山口博史）1980年6月号 - 1981年
- ふたりスイッチ（平本アキラ）2022年4月号 - 2024年1月号 ※1stシリーズ完[30]
- 2人にお♡ま♡か♡せ（八神ひろき）1987年2月号 - 1989年
- へちゃむくれ（下元克己）1970年7月号 - 1970年 ※『別冊少年マガジン』時代
- BABY♀♂BABY（武田ゆういち）1990年3月号 - 1990年7月号
- BECK（ハロルド作石）1999年 - 2008年7月号
- ほらふきドンドン（ジョージ秋山）1970年 - 1971年 ※『別冊少年マガジン』時代
- ぼくのブラジャー♡アイランド（井沢満・いがらしゆみこ）1987年5月号 - 1987年8月号
- ぼっちアルバム（ひらいたけし）2015年7月号 - 2017年4月号
- ホワイトアウト（真保裕一・飛永宏之）
- ボンバ!（手塚治虫）1970年9月号 - 1970年 ※『別冊少年マガジン』時代
- ぼ・ん・ど（あずまよしお）1998年10月号 - 2007年10月号
- F.C.ジンガ（とだ勝之）2005年7月号 - 2006年3月号

#### ま行
- マイクロボーイ（荒川貴史）1984年3月号 - 9月号
- マイコンランデブー（おおやま黎）1984年11月号 - 1985年
- 魔女天使（松本零士）1977年1月号 - 1979年7月号
- ましろのおと（羅川真里茂）2010年5月号 - 2022年9月号
- マネーメーカー（KOZO・大久保勝也）
- マヨイ屋の店番 トキワ（菅原キク）
- Mr.釣りどれん（とだ勝之）1996年8月号 - 2002年3月号
- ミジメくん（はまだよしみ）1976年
- 水の森（小林有吾）2010年2月号 - 9月号 →『イーノ』に移籍
- 水のリボルバー（佐藤駿光）2022年12月号 - 2023年10月号
- むこうきずのチョンボ（みなもと太郎）1975年 - 1976年
- ムシジョ（あにき）2022年3月号 - 2023年2月号
- 名探偵キドリ（馬田イスケ）2010年2月号 - 2011年9月号
- 冥銭のドラグーン（沢田ひろふみ）2016年8月号 - 2017年11月号
- 名門!多古西応援団（所十三）1984年6月号 - 1992年5月号
- めぐり愛ハウス（中西やすひろ）
- メタモルフォーゼシリーズ（手塚治虫）
- 燃えよ!拳（高田まさお・風間健）1987年8月号 - 1988年

#### や行
- 野球大将ゲンちゃん（水島新司）1974年 - 1975年
- YATAGARASU（愛原司）2002年10月 - 2011年5月号
- ヤンキー烈風隊（もとはしまさひで）
- ヨウコさんはカッコいい（榎本さく）2017年4月号 - 2018年6月号
- よこしまっ子（柴山みのる）1980年 - 1981年
- 米豊TIMES（山根大）2006年1月号 - 2007年9月号
- 夜子とおつとめどうぶつ（石田万）2022年1月号 - 2023年10月号

#### ら行
- ラッシュで失礼しま〜す（村生ミオ）1979年 - 1980年
- ラブアタック5対1（村生ミオ）
- らぶ あんど ぴーす（原作：原田重光・漫画：蘇募ロウ）2022年9月号 - 2023年11月号
- 打撃王 凛（佐野隆） - 2009年2月号→『GREAT』へ移籍
- RefleX（飛永宏之）
- 龍帥の翼 史記・留侯世家異伝（川原正敏）2016年4月号 - 2023年1月号 ※一時期まで電子版には未掲載
- 龍狼伝（山原義人）1993年8月号 - 2006年12月号
- 龍狼伝 中原繚乱編（山原義人）2007年4月号 - 2016年7月号
- RiN（ハロルド作石）2013年1月号 - 2016年5月号
- レッケン!（吉谷やしよ）2011年6月号 - 2015年5月号
- ロケットマン（加藤元浩）2001年11月号 - 2005年1月号

#### わ行
- ワル外伝（真樹日佐夫・影丸穣也）1971年 ※『別冊少年マガジン』時代
- われらが南風（大和田夏希）1979年 - 1981年

## 映像化作品

### アニメ化
テレビアニメ
| 作品                        | 放送年          | アニメーション制作                    | 備考                                             |
| --------------------------- | --------------- | ------------------------------------- | ------------------------------------------------ |
| 釣りキチ三平                | 1980年-1982年   | 日本アニメーション 土田プロダクション | OVAあり                                          |
| ゲゲゲの鬼太郎 鬼太郎地獄編 | 1988年          | 東映動画                              | 『ゲゲゲの鬼太郎（第3作）』の番外編              |
| 鉄拳チンミ                  | 1988年          | 葦プロダクション                      |                                                  |
| DEAR BOYS                   | 2003年          | A・C・G・T                            |                                                  |
| 陸奥圓明流外伝 修羅の刻     | 2004年          | スタジオコメット                      | 『修羅の門』の外伝                               |
| BECK                        | 2004年-2005年   | マッドハウス                          |                                                  |
| capeta                      | 2005年-2006年   | スタジオコメット                      |                                                  |
| パンプキン・シザーズ        | 2006年-2007年   | GONZO AIC                             |                                                  |
| ノラガミ                    | 2014年（第1期） | ボンズ                                |                                                  |
| ノラガミ                    | 2015年（第2期） | ボンズ                                |                                                  |
| 四月は君の嘘                | 2014年-2015年   | A-1 Pictures                          |                                                  |
| ボールルームへようこそ      | 2017年          | Production I.G                        |                                                  |
| かくしごと                  | 2020年          | 亜細亜堂                              | 映画あり                                         |
| ましろのおと                | 2021年          | シンエイ動画                          |                                                  |
| さよなら私のクラマー        | 2021年          | ライデンフィルム                      | 映画あり                                         |
| 恋は世界征服のあとで        | 2022年          | project No.9                          |                                                  |
| め組の大吾 救国のオレンジ   | 2023年          | ブレインズ・ベース                    | 週刊少年サンデーで連載された『め組の大吾』の続編 |
| フェルマーの料理            | 2025年          | ドメリカ                              |                                                  |

OVA
| 作品           | 発売年 | アニメーション制作 | 備考 |
| -------------- | ------ | ------------------ | ---- |
| ヤンキー烈風隊 | 1989年 |                    |      |
| 1+2=パラダイス | 1990年 | J.C.STAFF          |      |
| うしろの百太郎 | 1991年 | ぴえろプロジェクト |      |

### テレビドラマ化
| 作品             | 放送年        | 制作                         | 備考 |
| ---------------- | ------------- | ---------------------------- | ---- |
| うしろの百太郎   | 1997年-1998年 | プラネットエンターテイメント |      |
| フェルマーの料理 | 2023年        | TBSテレビ                    |      |

### 実写映画化
| 作品              | 公開年 | 監督     | 配給 | 備考 |
| ----------------- | ------ | -------- | ---- | ---- |
| 名門!多古西応援団 | 1987年 | 橋本以蔵 | 東映 |      |
| ヤンキー烈風隊    | 1995年 | 新村良二 |      |      |
| BECK              | 2010年 | 堤幸彦   | 松竹 |      |
| 四月は君の嘘      | 2016年 | 新城毅彦 | 東宝 |      |

| 作品     | 公開年 | 監督   | 配給 | 備考 |
| -------- | ------ | ------ | ---- | ---- |
| ワル外伝 | 1998年 | 金田敦 |      |      |

## 発行部数
- 1986年9月号 100万部[31]
- 1987年1月号 105万部[31] 2月号〜4月号 各113万部[31] 8月号・9月号 122〜124万部[31]
- 2004年（2003年9月 - 2004年8月） 1,041,417部[32]
- 2005年（2004年9月 - 2005年8月） 1,009,167部[32]
- 2006年（2005年9月 - 2006年8月） 987,083部[32]
- 2007年（2006年9月 - 2007年8月） 969,250部[32]
- 2008年（2007年10月 - 2008年9月） 946,250部[32]

|        | 1〜3月     | 4〜6月     | 7〜9月     | 10〜12月   |
| ------ | ---------- | ---------- | ---------- | ---------- |
| 2008年 |            | 946,667 部 | 923,334 部 | 915,000 部 |
| 2009年 | 909,000 部 | 902,334 部 | 890,000 部 | 873,334 部 |
| 2010年 | 855,000 部 | 841,667 部 | 819,000 部 | 825,000 部 |
| 2011年 | 798,334 部 | 768,334 部 | 755,000 部 | 755,000 部 |
| 2012年 | 743,334 部 | 736,667 部 | 730,000 部 | 724,667 部 |
| 2013年 | 711,000 部 | 687,667 部 | 657,334 部 | 636,600 部 |
| 2014年 | 628,450 部 | 615,000 部 | 607,934 部 | 593,167 部 |
| 2015年 | 575,367 部 | 555,167 部 | 534,767 部 | 526,000 部 |
| 2016年 | 520,400 部 | 504,600 部 | 485,267 部 | 466,600 部 |
| 2017年 | 437,120 部 | 422,377 部 | 408,110 部 | 398,667 部 |
| 2018年 | 392,747 部 | 373,867 部 | 354,967 部 | 324,000 部 |
| 2019年 | 299,567 部 | 285,700 部 | 281,800 部 | 266,367 部 |
| 2020年 | 249,497 部 | 243,867 部 | 239,167 部 | 237,300 部 |
| 2021年 | 229,000 部 | 220,167 部 | 213,000 部 | 212,000 部 |
| 2022年 | 203,700 部 | 192,867 部 | 185,600 部 | 177,333 部 |
| 2023年 | 171,000 部 | 164,333 部 | 156,667 部 | 146,667 部 |
| 2024年 | 135,333 部 | 122,333 部 | 113,333 部 | 108,000 部 |
| 2025年 | 104,833 部 | 102,333 部 |            |            |

## 講談社コミックス月刊マガジン
単行本は『週刊少年マガジン (WM) 』と同じ「講談社コミックス」レーベルより発行される。ただし、『WM』作品のコード番号が「KCMxxxx」であるのに対し『月マガ』のものは「KCGMxxxx」が使用され、ロゴも「MONTHLY SHONEN MAGAZINE COMICS」という文字列を用いたものになっている。講談社のサイト内では「講談社コミックス月刊マガジン」という呼称を用いて区別されている。

## 主催賞
月マガ新人漫画賞
年4回（2月、5月、8月、11月）応募締め切り、3ヶ月後発表。2000年からは『チャレンジ21』、2008年からは『グランドチャレンジ』と題している。

## 増刊号
- 『マガジンGREAT』（1993年 - 2009年、 隔月刊）
- 『マガジンイーノ』（2009年 - 2011年、 隔月刊）
- 『月刊少年マガジン＋』（2011年 - 2014年 、年3回刊））

## 少年マガジンR
『少年マガジンR』（しょうねんマガジンアール）は、日本の電子雑誌。月刊少年マガジンの増刊号。担当編集部は月刊少年マガジン編集部。2015年に創刊され、隔月誌として刊行。2019年に電子雑誌としてリニューアルされた際に、月刊誌に変更となった。2023年1月20日発売の2号をもって休刊。休刊により連載が終了となる作品はなく、作品によって以後の掲載先が異なる。本誌休刊以後の編集部は『月刊少年マガジン』のほか、「月マガ基地」の名称のWeb媒体で活動を行うことを発表。本誌には「創造や変化への強烈な希求となる「怒り」をフィクションやファンタジーに詰め込み、心に迫る物語を発信する」ような作品が掲載されていた。

### 主な掲載作品
- 白聖女と黒牧師（和武はざの）
- ときめきのいけにえ（うぐいす祥子）
- ピーチボーイリバーサイド（原作：クール教信者、作画：ヨハネ）
- 浅海さんと死んでもイキたい（うらのりつ）
- 犬になったら好きな人に拾われた。（古川五勢）
- アヤナシ（梶本ユキヒロ）

### 映像化作品
| 作品                             | 放送年          | アニメーション制作 | 備考       |
| -------------------------------- | --------------- | ------------------ | ---------- |
| 虚構推理                         | 2020年（第1期） | ブレインズ・ベース | 漫画版原作 |
| 虚構推理                         | 2023年（第2期） | ブレインズ・ベース | 漫画版原作 |
| ピーチボーイリバーサイド         | 2021年          | 旭プロダクション   |            |
| 犬になったら好きな人に拾われた。 | 2023年          | Quad               |            |
| 白聖女と黒牧師                   | 2023年          | 動画工房           |            |

| 作品               | 配信年 | 制作             | 備考 |
| ------------------ | ------ | ---------------- | ---- |
| 紺田照の合法レシピ | 2017年 | ジャンゴフィルム |      |

## 月マガ基地
月マガ基地（げつマガきち）は、本誌の新Web媒体。2023年2月14日に開始。毎週火曜日と金曜日の週2回、更新される。「より多くの読者により多様性のある作品を届ける」よう、「『月刊少年マガジンR』に代わる新しい漫画ポータルサイトとして」開始されている。「あなたの『好き』が見つかる『秘密基地』」を合言葉として掲げている。開始時には『月刊少年マガジンR』からの移籍連載や新連載が掲載された。